# Živko Mikić
Živko Mikić (Banatsko Aranđelovo, 28. maj 1946 — Beograd, 25. mart 2016) bio je redovni profesor Filozofskog fakulteta Univerziteta u Beogradu, odeljenja za arheologiju, i istaknuti fizički antropolog.
Rođen je u Banatskom Aranđelovu, gde je stekao i osnovno obrazovanje. Završio je gimnaziju u Novom Sadu i Kikindi.
Diplomirao je na Filozofskom fakultetu u Beogradu, na Odeljenju za arheologiju 1970. godine. Godine 1974. je odbranio magistarski rad „Afrički varijeteti diluvijalnih ljudi“. Doktorirao je 1979. godine, sa temom „Antropološki problemi praistorijskih populacija centralnog Balkana od neolita do kraja latenske epohe“.
Doktorsku disertaciju je odbranio na Gutenbergovom univerzitetu u Majncu (Beitrag zur Antropologie spätrömischer bis zum spätmittelalterlicher Bevölkerungen Jugoslawiens).
Od 1972. do 1985. bio je zaposlen u Balkanološkom centru Akademije nauka i umjetnosti BiH u Sarajevu, kao naučni saradnik-antropolog. Od 1985. godine je na Filozofskom fakultetu u Beogradu u zvanju vanrednog, a od 1991. redovnog profesora.
Obradio je i publikovao mnoge antropološke ostatke sa arheoloških lokaliteta širom Srbije i bivše SFRJ.

## Spoljašnje veze
- Rastko.net Архивирано на веб-сајту  (4. март 2016)
- [мртва веза]
- Filozofski fakultet u Beogradu
- „Trepanacija lobanja na antičkom Viminacijumu“, Viminacijum I (2006)[мртва веза]
- „Koliko su Srbi rasli kroz vekove“ (Živko Mikić za Blic, 13. april 2001)
- Živko Mikić на веб-сајту  (језик: енглески)